# 翁泗亮
翁泗亮（1973年3月1日—2000年1月28日），中华人民共和国广东省汕尾市人，1998年“长胜号”轮船劫持事件幕后主使之一。

## 人物事件
20世纪90年代，在广东省地方政府警民联合的政策下使用取得缉私牌照的民间缉私艇开展缉私活动，以此牟利。
1998年8月，会同其他一些广东省当地人和印度尼西亚籍人索尼·韦多次密谋共同在海上抢劫货轮。
1998年9月，会同另一个汕尾市人朱友旺和索尼·韦冒充公安边防缉私队人员密谋抢劫了一艘装有5000吨棕榈油的名为“LOISHAN”号的新加坡籍货轮。
1998年11月，会同贾宏伟、索尼·韦等人冒充公安边防缉私队人员，持枪和棍棒等武器在南中国海域抢劫了装满煤渣的香港惠博轮船公司“长胜”号货轮（至今下落不明）。而后将23名船员杀害，将货轮以30万美元变卖给在新加坡做生意的印度尼西亚籍商人罗杰。
1999年8月15日，在广东省惠来县被捕。同年12月22日，广东省汕尾市中级人民法院一审判处翁泗亮、索尼·韦、贾宏伟等13人死刑，其他涉案25名被告人亦分别受到刑事处罚。宣判后，判处死刑的13人提出上诉。2000年1月8日中华人民共和国广东省高级人民法院驳回上诉，维持原判。同年1月28日在广东汕尾市被執行死刑。